# Xantina
Las xantinas son sustancias que pertenecen a un grupo químico de bases purínicas que incluyen sustancias endógenas tan importantes como la guanina, adenina, hipoxantina y ácido úrico.

## Etimología
La palabra xantina deriva de la palabra griega xanthos que se traduce o interpreta como "amarillo", en virtud de los residuos amarillos producidos por estos compuestos cuando se calientan hasta la desecación con ácido nítrico.
Xantina
Artículo
Discusión
Leer
Editar
Ver historial
Herramientas
```
Xantina
```

Estructura de la xantina
Nombre IUPAC
3,7-Dihydropurine-2,6-dione
General
Otros nombres	1H-Purina-2,6-diol
Fórmula molecular	C5H4N4O2
Identificadores
Número CAS	69-89-61
ChEBI	17712
ChEMBL	CHEMBL1424
ChemSpider	1151
DrugBank	DB02134
PubChem	1188
UNII	1AVZ07U9S7
KEGG	C00385
InChI
Propiedades físicas
Apariencia	Sólido blanco
Masa molar	152,11 g/mol
Propiedades químicas
Solubilidad en agua	1 g/ 14.5 L @ 16 °C
1 g/1.4 L @ 100 °C
Valores en el SI y en condiciones estándar
(25 °C y 1 atm), salvo que se indique lo contrario.
[editar datos en Wikidata]
Las xantinas son sustancias que pertenecen a un grupo químico de bases purínicas que incluyen sustancias endógenas tan importantes como la guanina, adenina, hipoxantina y ácido úrico.
Etimología
La palabra xantina deriva de la palabra griega xanthos que se traduce o interpreta como "amarillo", en virtud de los residuos amarillos producidos por estos compuestos cuando se calientan hasta la desecación con ácido nítrico.
Tipos de xantinas
Efectos farmacológicos de las xantinas
Las xantinas tienen efectos semejantes en varios sistemas orgánicos; difieren entre sí principalmente en sus potencias relativas.
Acción estimulante del SNC.
Acción relajante de la musculatura lisa.
Producen vaso dilatación de la circulación cerebral.
Aumenta la contractilidad cardiaca (tropismo).
Acción diurética.
Estimulación de la respuesta contráctil del músculo esquelético.
Síndrome de abstinencia
Fuentes
Existen varias bebidas no alcohólicas provenientes de productos vegetales que contienen xantinas.
Las hojas de té, Camellia sinensis y los granos de café, Coffea arabica contienen alrededor de 1 a 1,5% de cafeína.
El cacao, Theobroma cacao puede llegar a contener 3% de teobromina.
El té contiene un amplio porcentaje de teofilina.
Las nueces de kola, Cola acuminata presente en Centroamérica y el África trópical. Con ellas son elaborados extractos y algunos refrescos de cola.
Las bayas de guaraná Paullinia cupana, del Brasil y Paraguay, muy utilizada en infusiones y refrescos.

## Tipos de xantinas
Desde el punto de vista médico y farmacológico existen tres xantinas de importancia: la cafeína, la teobromina y la teofilina que son las tres xantinas metiladas, por lo que también se les conoce como metilxantinas. Son consideradas alcaloides, ya que son sustancias fisiológicamente activas, contienen nitrógeno y se encuentran en plantas. Sin embargo, llegan a diferir de las bases alcaloideas en que son ligeramente solubles en agua. La importancia concedida a estos compuestos deriva de la interpretación de su nombre: teobromina, "comida divina"; teofilina, "hoja de dioses" y cafeína que viene de la palabra árabe para designar el café.

## Efectos farmacológicos de las xantinas
Las xantinas tienen efectos semejantes en varios sistemas orgánicos; difieren entre sí principalmente en sus potencias relativas. 
- Acción estimulante del SNC.
- Acción relajante de la musculatura lisa.
- Producen vasodilatación de la circulación cerebral.
- Aumenta la contractilidad cardiaca (inotropismo).
- Acción diurética.
- Estimulación de la respuesta contráctil del músculo esquelético.
- Síndrome de abstinencia